# Rupert Grint
Rupert Alexander Lloyd Grint (Hertfordshire, 24 de agosto de 1988) é um ator e produtor britânico. Adquiriu grande notoriedade interpretando o icônico Ronald Weasley (mais conhecido por Rony Weasley no Brasil), um dos três protagonistas da série de filmes Harry Potter, baseada nos livros da autora britânica J.K. Rowling.
Grint é um grande fã da série de livros Harry Potter, tendo ganhado até um concurso de sósias de Rony Weasley, promovido por um jornal. E após ter conhecimento das audições para Harry Potter and the Philosopher's Stone (2001) por meio de um anúncio da BBC, produziu um vídeo caracterizado como sua professora de teatro, falando sobre si e cantando um rap dizendo por que seria a melhor escolha para interpretar Ron. Tal originalidade acerca do vídeo, chamou a atenção dos produtores, e após meses de testes e audições, foi atribuído a Grint, com então onze anos de idade, o papel do ruivo Ron Weasley. De 2001 a 2011, Grint estrelou todos os oito filmes da série Harry Potter, ao lado de Daniel Radcliffe (Harry Potter) e Emma Watson (Hermione Granger).
Antes de ser escalado como Rony, Grint ainda não havia atuado profissionalmente, tendo somente participado de peças escolares e de teatros locais, como no Top Hat Stage and Screen School, um teatro local que o escalou para interpretar um peixe em uma peça de A Arca de Noé e Rumpel na adaptação do conto alemão, Rumpelstichen.
Em 2002, Grint fez sua primeira participação em um filme fora da franquia Harry Potter, interpretando o garoto prodígio Alan A. Allen no longa Thunderpants. Ele também emergiu como um ator de drama ao interpretar Ben Marshall no longa Driving Lessons (2006) ao lado de Julie Walters, que interpretou Molly Weasley, sua mãe na série Harry Potter. Em 2009, estrelou o polêmico filme Cherrybomb, que teve sua estreia no Festival de Berlim. No ano seguinte, Grint participou da comédia Wild Target (2010) ao lado de Bill Nighy e Emily Blunt, longa baseado no filme francês Cible Emouvante (1993). Após o encerramento da série Harry Potter, o primeiro trabalho de Grint foi no longa antiguerra Into the White (2012), em que interpreta o artilheiro Robert Smith, personagem central do longa.
Estima-se que a fortuna de Grint seja de aproximadamente 24 milhões de libras esterlinas, fruto do sucesso obtido com a série Harry Potter.

## Biografia

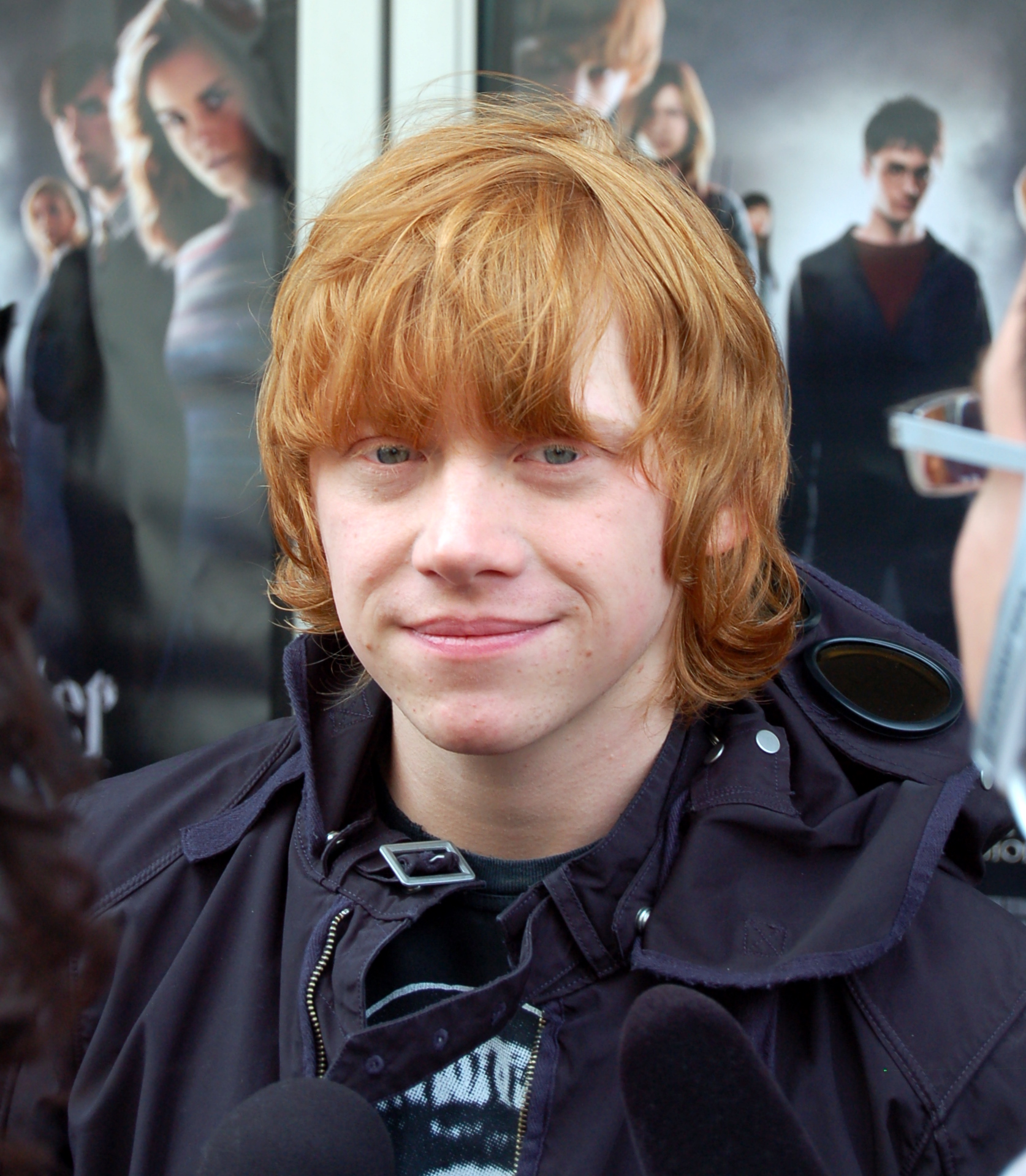
Grint na première de Harry Potter e a Ordem da Fênix em 2007, no Canadá.

Rupert Alexander Lloyd Grint nasceu e foi criado em Hertfordshire, Inglaterra, Reino Unido. Ele é filho de Nigel Grint e Jo Parsons. É o mais velho de cinco irmãos. Tem um único irmão chamado James (nascido em 1990), e têm três irmãs: Georgina (nascida em 1993); Samantha (nascida em 1996) e Charlotte (nascida em 1998). Ele frequentou escola St Josephs em Hertfordshire, uma escola primária católica romana. Enquanto estava lá, Grint teve um grande interesse pelo teatro. Antes dos filmes de Harry Potter, ele apenas atuava em peças da escola, onde teve aulas de drama por dois anos. Ele começou a se apresentar em produções da escola e juntou-se o Palco Top Hat e da Screen School, um grupo de teatro local, que o colocou como um peixe na arca de Noé e um burro em outro jogo de natividade. Ele continuou a se apresentar em peças escolares até ele ir para a Richard Hale School. No entanto, Rupert nunca havia atuado profissionalmente antes da série Harry Potter. Aos 16 anos, ele deixou a escola para se concentrar em sua carreira de ator.
Rupert sempre foi um grande fã de Harry Potter, já tinha lido os livros que haviam saído, quando ouviu em um de seus programas favoritos, "Newsround", que estavam procurando garotos para o papel de Ron Weasley, ele imediatamente mandou sua foto e um auto-resumo, com esperança, mas não grandes expectativas. Após esperar semanas sem resposta, Rupert ficou sabendo que outros garotos estavam mandando vídeos deles mesmos para aumentar as chances de conseguir o papel. Ele decidiu fazer um também. Ele fez um rap, falando sobre Ron e o porque que ele queria o papel e filmou um pequeno script de uma parte da história de Harry Potter, em que ele interpretava Ron. Após todo esse trabalho, ele finalmente foi chamado para inúmeros testes e encontrou com o diretor Chris Columbus e a autora J.K. Rowling. Quando soube que tinha sido escolhido para o papel, Rupert quase desmaiou.
Rupert ficou encantado com vários sets, quando começaram as filmagens. Uma de suas cenas favoritas do primeiro filme foi o grande jogo de xadrez, onde seu personagem, Ron, tem grande importância. Foi uma cena difícil de fazer, mas um grande momento para Rupert. Na première de Harry Potter em Londres, Rupert se mostrou muito profissional encontrando os fãs e dando autógrafos. Teve ótimos momentos e ficou encantado com a emoção dos fãs. Ron sempre foi seu personagem preferido, pois ele se identificava com ele, por causa dos dois terem cabelos ruivos, adoram doces, tem vários irmãos e tem medo de aranhas, e Rupert sempre imaginava que a família Weasley era sua família. Ele acha Ron engraçado, mas tem um pouco de pena dele, por suas coisas serem sempre de segunda mão, e por ele ter um rato gordo e preguiçoso (nos três primeiros livros).
Dia 4 de julho de 2009, o ator foi diagnosticado com gripe A (H1N1).

## Carreira

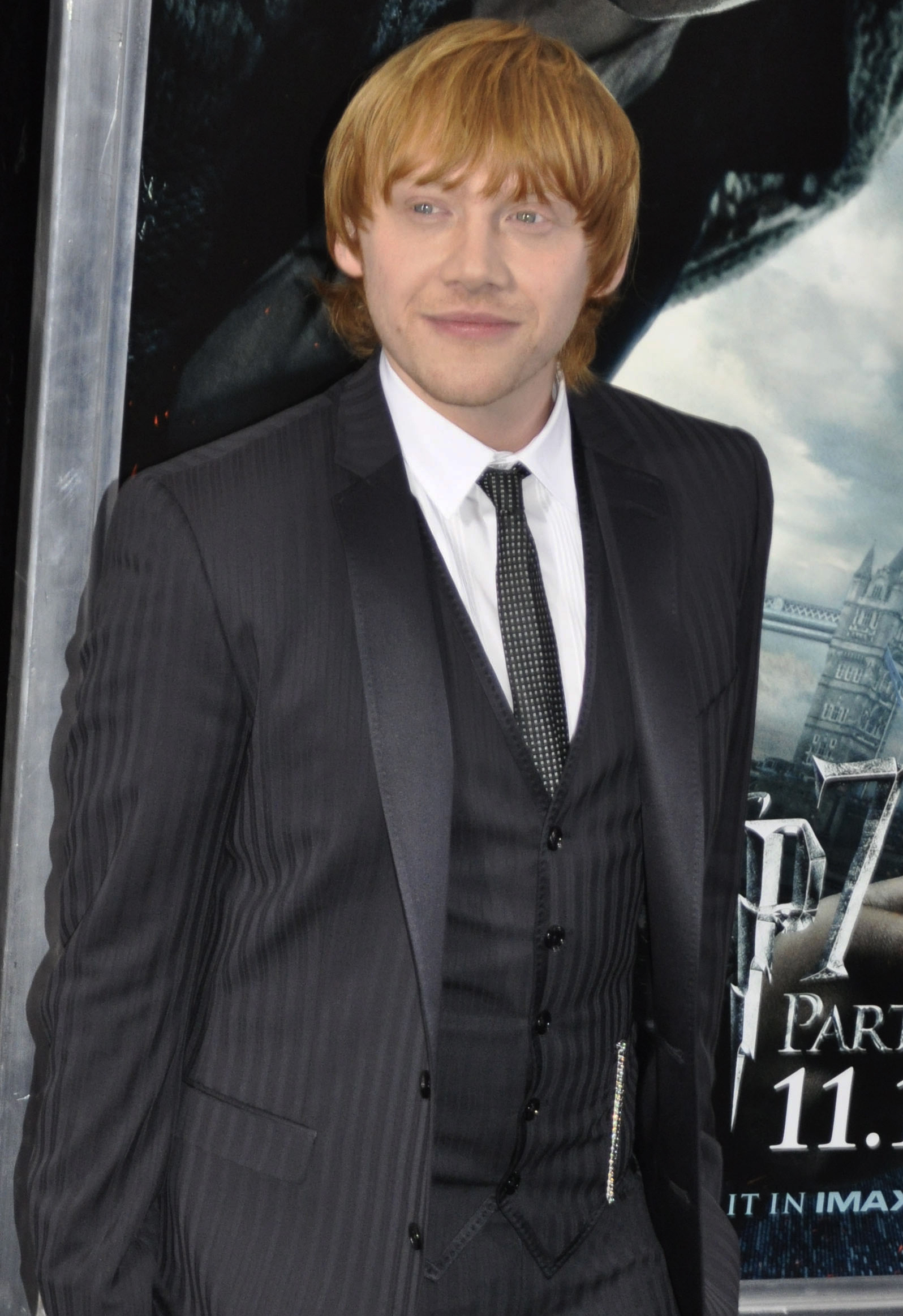
Rupert na première de Harry Potter e as Relíquias da Morte: Parte 1 em Novembro de 2010.

Aos 12 anos Rupert começou a filmar o primeiro filme da franquia Harry Potter, dando vida a Ron Weasley o melhor amigo de Harry, ele estreou no cinemas aos 13 anos com o lançamento de Harry Potter e a Pedra Filosofal, em 2001. Em 2002 co-estreou Calças de Trovão, seu primeiro filme fora da franquia Harry Potter. No mesmo ano estrelou Harry Potter e a Câmara Secreta, novamente no papel de Ron Weasley, O filme estreou com críticas positivas em geral, e os críticos gostaram das performances dos atores principais. Rupert ganhou o prêmio de realização especial do Golden Satalite Awards 2002 na categoria de Excelente Novo Talento pelo seu papel em Harry Potter e a Pedra Filosofal. Foi indicado para os prêmios British Critics Circle for Best Newcomer, Golden Satellite Awards for, Outstanding New Talent, Empire Awards for Best Debut e Young Artist Award for Most Promising Newcomer. Karen Lindsey-Stewart (diretora de elenco) diz que há um entusiasmo em Rupert que é absolutamente parte do personagem. Ron tem um bom coração, se preocupa com os outros, é um pouco inseguro e tem um espírito de generosidade que ela também vê em Rupert. Já Robbie Coltrane (Hagrid) diz que Rupert é muito rock-and-roll.
Em 2004 estreou Harry Potter e o Prisioneiro de Azkaban, o filme possui a mais baixa bilheteria da franquia de Harry Potter, porém continua a ser a segunda mais alta classificação da série em termos de reação da crítica. Em 2005, Grint reprisou seu papel novamente para o quarto filme da série, Harry Potter e o Cálice de Fogo. A adaptação, ao contrário dos filmes anteriores da franquia, explorou elementos românticos e incluiu mais humor.
Em 2006, Rupert estreou Driving Lessons, uma comédia-drama, onde atuou ao lado de Julie Walters, a atriz que interpreta Molly Weasley, sua mãe nos filmes de Harry Potter.O filme foi recebido com uma recepção mista pelos críticos, mas seu retrato de um menino adolescente oprimido foi elogiado.
Em 2007 estreou Harry Potter e a Ordem Da Fênix, o quinto filme da franquia Harry Potter, onde Grint volta ao personagem Ron Weasley. O filme foi um enorme sucesso financeiro, batendo o recorde mundial de abertura no fim de semana.
Em 2008, Rupert começou a filmar em Belfast durante quatro semanas o filme Cherrybomb, que tem no elenco Robert Sheehan e Kimberley Nixon. O filme envolve nudez, bebidas, drogas, furtos e roubo de automóveis. Cherrybomb estreou no Festival de Berlim de 2009, mas inicialmente não conseguiu um distribuidor. Uma campanha online feita pelos fãs de Rupert teve início para que o filme obtivesse um distribuidor no Reino Unido. O filme estreou no Reino Unido em 2010.
No ano seguinte foi lançado Harry Potter e o Enígma do Príncipe, o sexto filme da franquia. Rupert retornou neste filme como um Ron "mudado", onde seu personagem de caráter precário que nos filmes anteriores muitas vezes foi ofuscado começou a se tornar mais seguro e até mesmo começou a mostrar um lado obscuro de si mesmo. O ator achou divertido a personificação de um Ron mais emocional. Entre 2009 e 2010, o seu trabalho recebeu três indicações, incluindo uma vitória, um prêmio Otto da revista alemã Bravo.

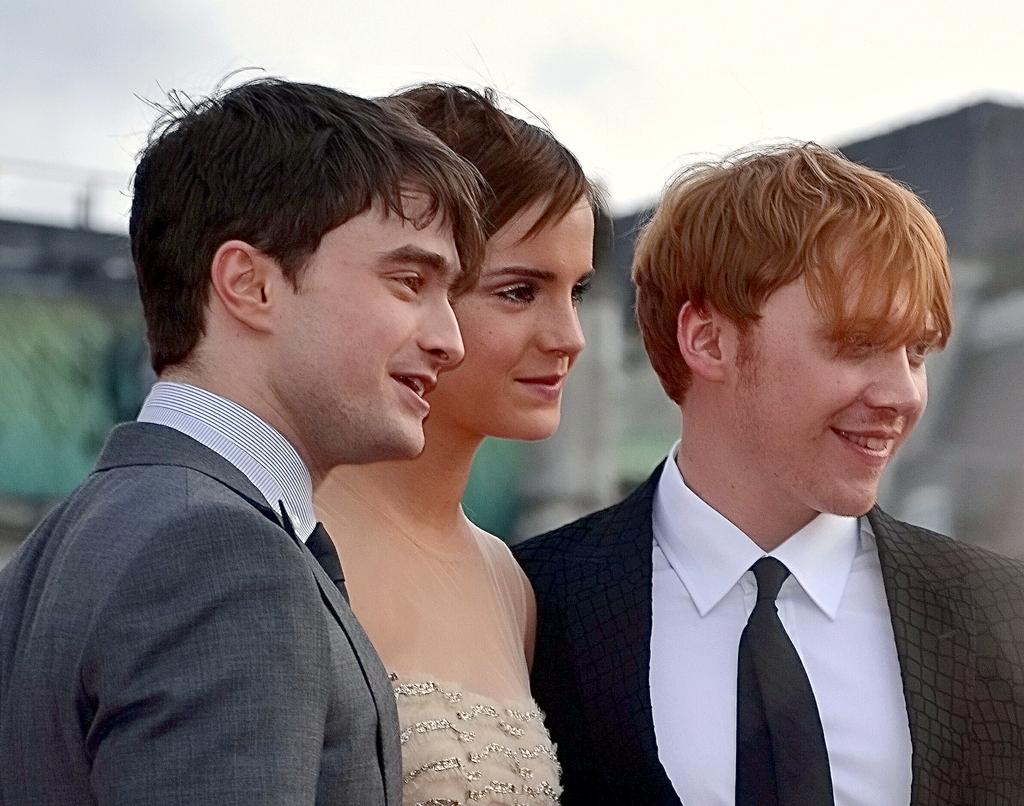
Daniel Radcliffe, Emma Watson e Rupert na première de Harry Potter e as Relíquias da Morte: Parte 2 em Julho de 2011.

Em 2010 Grint co-estrelou com Bill Nighy e Emily Blunt o filme Matador Em Perigo, uma comédia baseada no filme francês de 1993 Cible Émouvante. Porém o filme foi um fracasso comercial, recebendo em sua maioria críticas negativas da mídia, que criticou por desonrar o filme original e por desperdiçar o potencial cômico de seu elenco. Em Novembro do mesmo ano foi lançado Harry Potter e as Relíquias da Morte: Parte 1, o penúltimo filme da franquia, no qual foi divido em duas partes. O filme estabeleceu diversos recordes e suas críticas foram maioritariamente positivas nos meios de comunicação. O seu personagem Ron novamente lhe rendeu elogios da crítica.
Em Julho de 2011 Grint reprisou seu papel pela oitava e última vez, em Harry Potter e as Relíquias da Morte: Parte 2, o último filme da franquia Harry Potter. O filme foi um sucesso mundial, onde bateu diversos recordes tanto de estreia quanto de bilheteria, e foi o primeiro filme da franquia a conseguir alcançar a marca 1 bilhão de dólares mundialmente.
Em 2011 Rupert foi escalado para o personagem principal de seu primeiro filme de após o fim de Harry Potter, chamado Into the White, baseado em fatos reais ocorridos na Noruega durante a Segunda Guerra Mundial, onde dois grupos inimigos que são obrigados a lutarem juntos de maneira a sobreviver contra as condições antagônicas da natureza e do inverno norueguês. O filme foi gravado em locações e as filmagens tiveram início em Abril, o filme foi dirigido por Petter Næss e tem lançamento previsto para 2012.
Em seu próximo filme, sem data de lançamento previsto, Rupert irá desempenhar o papel de Eddie Edwards 'The Eagle' em um filme biográfico, onde mostrará o seu fracasso heroico nos Jogos Olímpicos de Inverno de 1988. Em Setembro de 2011, foi anunciado que Rupert fará a voz de um personagem para um filme de animação chamado "Postman Pat: O Filme - Você Sabe Que É O Único" ao lado de David Tennant, Stephen Mangan e Jim Broadbent, com uma versão 3D teatral planejada para a primavera de 2013. O filme é derivado de uma conhecida série britânica para crianças, "Postman Pat", que se iniciou no ano de 1981.
Em 2011 Rupert estreou um vídeo do cantor britânico Ed Sheeran chamado Lego House, o vídeo foi lançado no 20 de Outubro.
Em Abril de 2012 Rupert foi confirmado juntamente com Chloe Moretz para a cinebiografia intitulada "The Drummer", onde irá contar a história de Dennis Wilson, o baterista dos Beach Boys, Rupert irá interpretar Stan Shapiro, mensageiro da agência de talentos William Morris que torna-se amigo e confidente do baterista.

## Prêmios
| Ano  | Prêmio                 | Categoria                                                               | Filme                                        | Resultado |
| ---- | ---------------------- | ----------------------------------------------------------------------- | -------------------------------------------- | --------- |
| 2002 | Satellite Award        | Novos Talentos em Circulação                                            | Harry Potter and the Philosopher's Stone     | Vencedor  |
| 2002 | Young Artist Award     | Melhor Jovem Promissor Recém-Chegado                                    | Harry Potter and the Philosopher's Stone     | Vencedor  |
| 2002 | Young Artist Award     | Melhor Elenco em um Longa-Metragem (com Daniel Radcliffe e Emma Watson) | Harry Potter and the Philosopher's Stone     | Nomeado   |
| 2006 | MTV Movie Award        | Melhor Equipe On-Screen (com Daniel Radcliffe e Emma Watson)            | Harry Potter and the Goblet of Fire          | Nomeado   |
| 2007 | National Movie Award   | Melhor Performance Masculino                                            | Harry Potter and the Order of the Phoenix    | Nomeado   |
| 2009 | Portrait Choice Award  | Melhor Performance Masculino                                            | Harry Potter and the Half-Blood Prince       | Nomeado   |
| 2009 | Scream Award           | Melhor Ator Coadjuvante                                                 | Harry Potter and the Half-Blood Prince       | Nomeado   |
| 2010 | Otto Award             | Astro de Cinema                                                         | Harry Potter and the Half-Blood Prince       | Vencedor  |
| 2010 | People's Choice Award  | Melhor Equipe On-Screen (com Daniel Radcliffe e Emma Watson)            | Harry Potter and the Half-Blood Prince       | Nomeado   |
| 2011 | National Movie Awards  | Performance do Ano                                                      | Harry Potter and the Deathly Hallows: Part 1 | Nomeado   |
| 2011 | MTV Movie Awards       | Melhor Luta (com Daniel Radcliffe e Emma Watson)                        | Harry Potter and the Deathly Hallows: Part 1 | Nomeado   |
| 2011 | BBC1 Radio Teen Awards | Melhor Ator Britânico                                                   | Harry Potter and the Deathly Hallows: Part 2 | Vencedor  |
| 2013 | WhatsOnStage Awards    | Revelação do Ano de Londres                                             | Mojo                                         | Vencedor  |

## Filmografia

### Filmes
| Ano  | Título                                        | Papel               |
| ---- | --------------------------------------------- | ------------------- |
| 2001 | Harry Potter and the Philosopher's Stone      | Rony Weasley        |
| 2002 | Harry Potter and the Chamber of Secrets       | Rony Weasley        |
| 2002 | Thunderpants                                  | Alan A. Allen       |
| 2004 | Harry Potter and the Prisoner of Azkaban      | Rony Weasley        |
| 2005 | Harry Potter and the Goblet of Fire           | Rony Weasley        |
| 2006 | Driving Lessons                               | Ben Marshall        |
| 2007 | Harry Potter and the Order of the Phoenix     | Rony Weasley        |
| 2009 | Harry Potter and the Half-Blood Prince        | Rony Weasley        |
| 2010 | Cherrybomb                                    | Malachy McKinney    |
| 2010 | Wild Target                                   | Tony                |
| 2010 | Harry Potter and the Deathly Hallows: Part I  | Rony Weasley        |
| 2011 | Harry Potter and the Deathly Hallows: Part II | Rony Weasley        |
| 2012 | Into the White                                | Gunner Robert Smith |
| 2013 | The Necessary Death of Charlie Countryman     | Karl                |
| 2013 | CBGB                                          | Cheetah Chrome      |
| 2013 | The Unbeatables                               | Amadeo (voz)        |
| 2014 | Postman Pat: The Movie                        | Josh (voz)          |
| 2015 | Moonwalkers                                   | Jonny               |

### Televisão
| Ano     | Título                                            | Papel                  | Notas                                         |
| ------- | ------------------------------------------------- | ---------------------- | --------------------------------------------- |
| 2005    | Happy Birthday Peter Pan                          | Peter Pan (voz)        | Documentário                                  |
| 2010    | Come Fly with Me                                  | Ele mesmo              | 1 episódio                                    |
| 2012    | American Dad!                                     | Liam (voz)             | Episódio: "Killer Vacation"                   |
| 2016    | Tracey Ullman's Show                              | Ele mesmo              | 1 episódio                                    |
| 2017–18 | Sick Note                                         | Daniel Glass           | Série de televisão (Sky One)                  |
| 2017–18 | Snatch                                            | Charlie Cavendish      | Série de televisão (Sony Pictures Television) |
| 2017    | Urban Myths                                       | August "Gustl" Kubizek | Episódio: "Adolf the Artist"                  |
| 2018    | The ABC Murders                                   | Inspetor Crome         | Minissérie                                    |
| 2019–23 | Servant                                           | Julian Pearce          | Elenco principal                              |
| 2022    | Harry Potter 20th Anniversary: Return to Hogwarts | Ele mesmo              | Reunião Especial                              |

## Discografia

### Single
- Struck by Lightning - Postman Pat: The Movie